# هيلانة القهرمانة
هَيْلانَة أو هَيْلافَة القهرمانة (توفت في 173هـ / 790م) كانت قهرمانة ومحظية للخليفة العباسي الخامس هارون الرشيد حيث عاشت معه ثلاث سنوات حتى توفت عنده، وكان الخليفة الرشيد قد حزن بشدة على فراقها.

## سيرة شخصية
ولدت هَيْلافَة كما عُرفت، فكانت بديعة الجمال وظاهرة الكمال من أصل رومي (يوناني)، ثم أصبحت حظية عند يحيى البرمكي، وزير هارُون الرَّشيد وراعيه، إذ كان الأخير يعتبره بمنزله أبيه. دخل الرَّشيد عليه يومًا -قبل توليه الخلافة- ورأته هَيْلافَة، فانتظرت الفرصة حتى تلقاه في ممر فأخذت بكمّ الرشيد وقالت له: «نحن لا يصيبنا منك يوم»، فقال: «فكيف السبيل إلى ذلك؟» قالت: «تأخذني من هذا الشيخ -أي من يحيى-»، فطلب الرشيد من يحيى قائلًا: «أحب أن تهب لي فلانة» فوهبها له، فوافق، وحظيت لدى الرَّشيد. مع مرور الأيام سماها هَيْلانَة لأنها كانت تكثر من قول «هي إلا أنه» في صياغتها للكلام.

## وفاتها
مكثت هيلانة مع الرشيد وبلغت منزلة كبيرة لثلاث سنوات حتى توفيت، فحزن عليها حزناً شديداً وامتنع عن الأكل والشرب ورثاها، فقال الرشيد:
كما رثاها الشاعر العباس بن الأحنف بعد موتها بأربعين بيتاً بطلب من الرشيد، فأمرَ له الخليفة بأربعين ألف درهم (لكل بيت شعر ألف درهم)، وكانت وفاتها سنة 173هـ / 790م.